# Bastennes
Bastennes (gaskonsko Bastenas) je naselje in občina v francoskem departmaju Landes regije Akvitanije. Naselje je leta 2009 imelo 265 prebivalcev.

## Geografija
Kraj leži v pokrajini Gaskonji ob reki Luy de France, 26 km jugovzhodno od Daxa.

## Uprava
Občina Bastennes skupaj s sosednjimi občinami Amou, Argelos, Arsague, Bassercles, Beyries, Bonnegarde, Brassempouy, Castaignos-Souslens, Castelnau-Chalosse, Castel-Sarrazin, Donzacq, Gaujacq, Marpaps, Nassiet in Pomarez sestavlja kanton Amou s sedežem v Amouju. Kanton je sestavni del okrožja Dax.

## Zanimivosti
- cerkev sv. Jerneja;